# Кумкудик
Кумкуди́к (каз. Құмқұдық) — село у складі Темірського району Актюбінської області Казахстану. Адміністративний центр Кайиндинського сільського округу.
Населення — 480 осіб (2021; 675 у 2009, 1187 у 1999, 1493 у 1989).